# Partido Radical Italiano
El Partido Radical Italiano (en italiano: Partito Radicale Italiano) fue un partido político italiano de ideología radical.

## Historia
Fue fundado en 1877 por Agostino Bertani y Felice Cavallotti como un partido radical-liberal de lo que entonces se consideraba la "extrema izquierda", tomando el nombre por grupo parlamentario de los Radicales formado con Andrea Costa, el primer socialista elegido para el Parlamento italiano en 1882. Los radicales apoyaron una completa separación de Iglesia-Estado, la descentralización del poder municipal, la creación de unos Estados Unidos de Europa de acuerdo con el pensamiento de Carlo Cattaneo, la implantación de impuestos progresivos, un poder judicial independiente, una educación para los niños gratuita y obligatoria, el sufragio universal, tanto para hombres y mujeres, y derechos para los trabajadores y las mujeres; y se opuso la pena capital, así como cualquier forma de proteccionismo, nacionalismo, imperialismo y colonialismo.
Sus principales miembros fueron Ernesto Nathan, quien fue alcalde de Roma con el apoyo del Partido Socialista Italiano y el Partido Republicano Italiano desde 1907 hasta 1913, Romolo Murri, un sacerdote católico que fue suspendido por haberse unido al partido y que es ampliamente considerado en Italia como el precursor de la democracia cristiana, y Francesco Saverio Nitti. Bajo la dirección de este último, los radicales se convirtieron en parte de la coalición de gobierno dominado por los liberales de Giovanni Giolitti, que había alineado a su partido con el centro-izquierda y apoyó muchas de las reformas radicales, mientras que los radicales se trasladó al centro político. Nitti mismo fue Ministro de Hacienda de 1917 a 1919 y primer ministro de 1919 a 1920. 
Los radicales, que obtuvieron su mejor resultado en las elecciones generales de 1913 (8,6% de los votos y 73 escaños en la Cámara de Diputados), tenían fuerte presencia en Lombardía, al norte del Véneto y del Friul, en Emilia-Romaña y en el centro de Italia, especialmente en el zona de Roma. En las elecciones generales de 1919 presentaron candidatos comunes con los liberales en el 54% de los distritos electorales. En los años 1900 y 1910, perdieron votos en Emilia en favor de los socialistas y en Romagna en favor de los republicanos, pero fortaleció sus posiciones en Véneto, y en el sur de Italia, donde antes eran casi inexistentes. 
Para las elecciones generales de 1921 los radicales se unieron con varios partidos liberales menores para formar el Partido Liberal Democrático. La lista obtuvo el 10,5% de los votos y 68 escaños, logrando muy buenos resultados en Piamonte y el sur de Italia. 
Después de la Segunda Guerra Mundial algunos antiguos radicales dirigidos por Francesco Saverio Nitti se unieron a la Unión Democrática Nacional junto a los liberales y otros elementos de la vieja élite liberal que gobernó Italia desde los años Giovanni Giolitti hasta el ascenso de Benito Mussolini y la instauración de régimen fascista. Algunos sectores izquierdistas del antiguo Partido Radical tomaron parte sin embargo en la fundación del Partido de Acción, mientras que un nuevo partido radical se puso en marcha en 1955 por el ala izquierda del Partido Liberal Italiano. Estos nuevos radicales, cuyo líder fue Marco Pannella desde 1963, afirman ser que los sucesores ideológicos de los radicales Cavallotti.
- Datos: Q30534712